# La dona de la còfia
La dona de la còfia és una pintura a l'oli sobre tela realitzada per Pablo Picasso el 1901 a París i que actualment forma part de la col·lecció permanent del Museu Picasso de Barcelona. Es mostra a la Sala 8 de la col·lecció permanent del museu, i va ser donat el 1985 per Jacqueline Picasso.

## Descripció

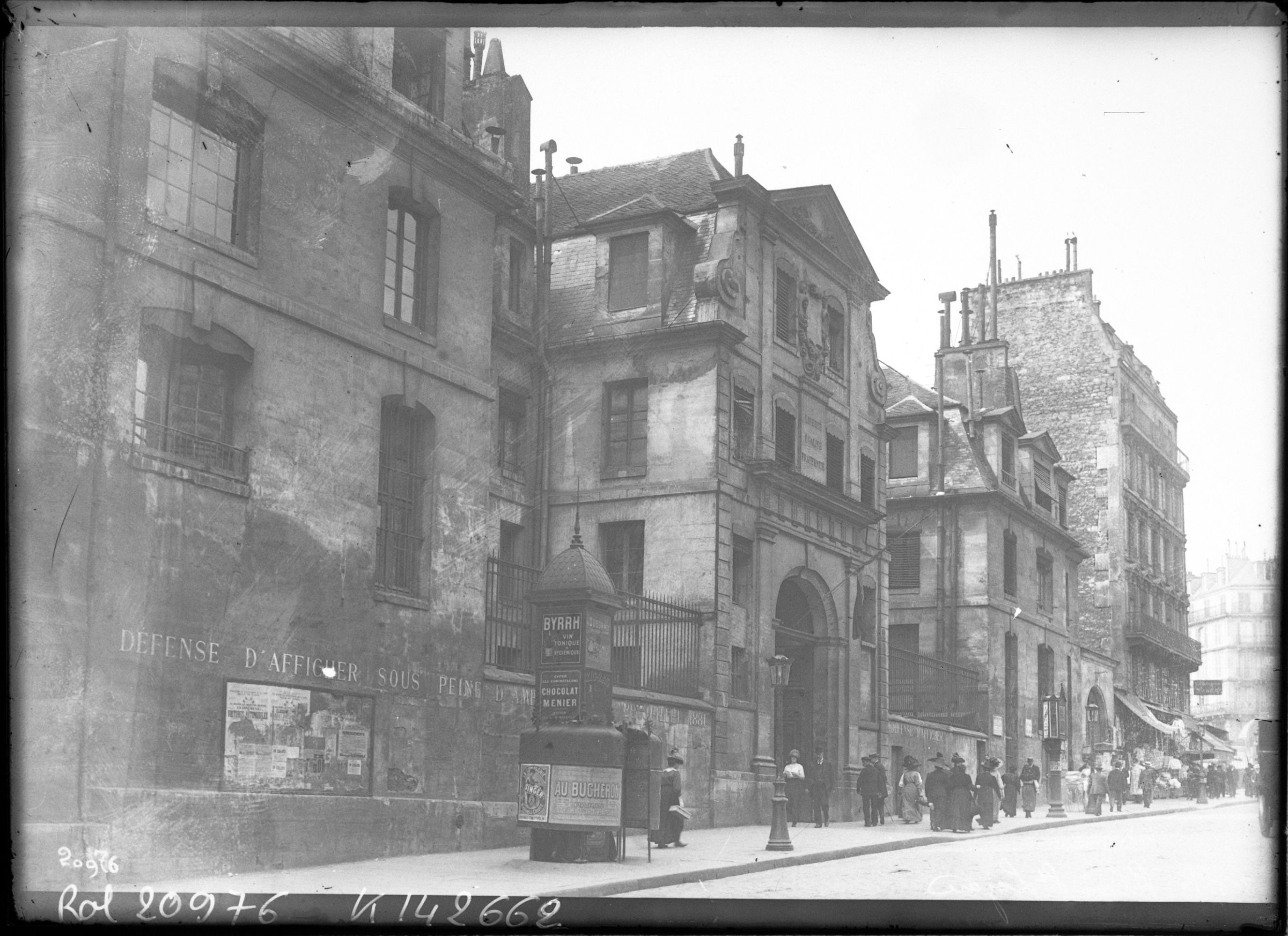
Presó de Saint Lazare el 1912

La primavera de 1901, Picasso emprèn el segon viatge a París. S'instal·la al mateix taller que uns mesos enrere havia habitat el seu dissortat amic Carles Casagemas. Entre la tardor de 1901 i el gener de 1902, l'obra de l'artista experimenta un canvi temàtic i cromàtic radical. Picasso afirmarà temps després que va ser pensant en la mort del seu amic que es va posar a pintar en blau.
En el decurs de tota la seva vida, Picasso se sent captivat pels personatges tabú, que protagonitzaran obres molt importants.
Saint-Lazare, presó de dones i hospital de malalties venèries, estava situat a prop de Montmartre.
Picasso el va visitar en diverses ocasions, segons les indicacions d'Olivier Sainsière, Conseller d'Estat i un dels primers col·leccionistes de la seva obra. L'artista, inspirant-se en aquestes dones i la seva particular indumentària, va realitzar diferents pintures, entre les quals destaca Les dues germanes, un oli d'època blava de 1902, avui al Museu de l'Hermitage de Sant Petersburg.
La dona de la còfia pertany a aquest grup de captives, víctimes de la societat, que Picasso extreu d'aquell indret de sinistres passatges per situar-les davant de cortinatges o fons neutres. Aquests configuren un espai indefinit i atemporal. La descontextualització de les figures converteix la dona malalta, desesperançada i maltractada per la vida, en una dona que transpira una enorme sensibilitat i serenor.
Estilísticament, la figura, de silueta perfilada, connecta amb les estilitzacions i amaneraments del Greco i amb la
simplificació de Gauguin. Amb aquest també l'uneix l'ús i l'aprofitament plàstic del decorós tocat, el barret frigi en
aquest cas. L'uniforme de les recluses, a més del singular barret –blanc per a les sifilítiques- està format per àmplies bruses ratllades en blanc i negre que Picasso sol substituir per hàbits blaus.
La capa de pintura és molt gruixuda, amb pinzellades molt marcades. Una versió d'aquest tema ha aparegut sota examen radiogràfic de l'obra Retrat blau de Sabartés. La radiografia permet verificar que aquesta pintura va ser feta sobre una altra, en la qual apareix el bust d'una dona jove amb la toca blanca que utilitzaven les presoneres i malaltes de Saint-Lazare. La tela, avui folrada, va ésser traslladada de París a Barcelona a començaments de 1902 per Picasso, qui la va col·locar en un marc de cornucòpia al local Quatre Gats. Actualment s'hi observen senyals que marquen el contorn de l'antic marc ovalat.